# Martin Sekulić
Martin Sekulić (Zagabria, 4 gennaio 1999) è un calciatore croato, attaccante dell'Ural.

## Carriera
Ha giocato nella prima divisione croata con Osijek e Hrvatski Dragovoljac.
Il 9 luglio 2022 viene acquistato a titolo definitivo per 250.000 euro dalla squadra bulgara del Botev Plovdiv, con cui nella stagione 2022-2023 ha anche giocato 2 partite nei turni preliminari di Conference League.

## Statistiche

### Presenze e reti nei club
Statistiche aggiornate al 31 maggio 2025.
| Stagione                    | Squadra                     | Campionato                  | Campionato | Campionato | Coppe nazionali | Coppe nazionali | Coppe nazionali | Coppe continentali | Coppe continentali | Coppe continentali | Altre coppe | Altre coppe | Altre coppe | Totale | Totale |
| Stagione                    | Squadra                     | Comp                        | Pres       | Reti       | Comp            | Pres            | Reti            | Comp               | Pres               | Reti               | Comp        | Pres        | Reti        | Pres   | Reti   |
| --------------------------- | --------------------------- | --------------------------- | ---------- | ---------- | --------------- | --------------- | --------------- | ------------------ | ------------------ | ------------------ | ----------- | ----------- | ----------- | ------ | ------ |
| 2018-2019                   | Hrvatski Dragovoljac        | 2. HNL                      | 2          | 0          | CC              | 1               | 0               | -                  | -                  | -                  | -           | -           | -           | 3      | 0      |
| 2020-2021                   | Osijek II                   | 2. HNL                      | 30         | 9          | -               | -               | -               | -                  | -                  | -                  | -           | -           | -           | 30     | 9      |
| nov. 2020                   | Osijek                      | 1. HNL                      | 1          | 0          | CC              | 0               | 0               | UEL                | 0                  | 0                  | -           | -           | -           | 1      | 0      |
| lug. 2021                   | Hrvatski Dragovoljac        | 1. HNL                      | 1          | 0          | CC              | 0               | 0               | -                  | -                  | -                  | -           | -           | -           | 1      | 0      |
| Totale Hrvatski Dragovoljac | Totale Hrvatski Dragovoljac | Totale Hrvatski Dragovoljac | 3          | 0          |                 | 1               | 0               |                    | -                  | -                  |             | -           | -           | 4      | 0      |
| 2021-2022                   | Rudeš                       | 2. HNL                      | 28         | 13         | CC              | 2               | 1               | -                  | -                  | -                  | -           | -           | -           | 30     | 14     |
| 2022-2023                   | Botev Plovdiv               | PL                          | 25         | 3          | CB              | 0               | 0               | UECL               | 2                  | 0                  | -           | -           | -           | 27     | 3      |
| 2023-2024                   | Botev Plovdiv               | PL                          | 30         | 6          | CB              | 6               | 5               | -                  | -                  | -                  | -           | -           | -           | 36     | 11     |
| lug.-ago. 2024              | Botev Plovdiv               | PL                          | 3          | 2          | CB              | 0               | 0               | UEL+UECL           | 4+2                | 0                  | -           | -           | -           | 9      | 2      |
| Totale Botev Plovdiv        | Totale Botev Plovdiv        | Totale Botev Plovdiv        | 58         | 11         |                 | 6               | 5               |                    | 8                  | 0                  |             | -           | -           | 72     | 16     |
| 2024-2025                   | Ural                        | 1L                          | 23+2       | 14+2       | CR              | 2               | 0               | -                  | -                  | -                  | -           | -           | -           | 27     | 16     |
| Totale carriera             | Totale carriera             | Totale carriera             | 143+2      | 47+2       |                 | 11              | 6               |                    | 8                  | 0                  |             | -           | -           | 164    | 55     |

## Palmarès

### Individuale
- Capocannoniere della Pervaja Liga: 1

2024-2025 (14 reti)